# 膀胱阴道瘘
膀胱阴道瘘（英語：vesicovaginal fistula，VVF），是一类妇科、泌尿疾病，指生殖道与泌尿道之间有异常通道，尿液自阴道排出，不能控制。多见于难产、产伤，手术损伤、肿瘤转移及盆腔放射疗法副作用。
临床表现为漏尿，即尿液不能控制地自阴道流出，因瘘孔的部位与大小而不同。阴部局部刺激、组织炎性增生及感染，外阴呈湿疹、丘疹样皮炎等。尿路容易感染，会有泌尿道发热、尿急、尿痛及肾区不适等症状，甚至可蔓延至输尿管或肾脏，可有腰痛、肾区叩痛。
可以通过窥阴器检查或经阴道指诊，检查到阴道前壁上的瘘孔。此外可以通过亚甲蓝试验、靛胭脂试验、膀胱镜检查辅助诊断。